# Christoph Kragenings

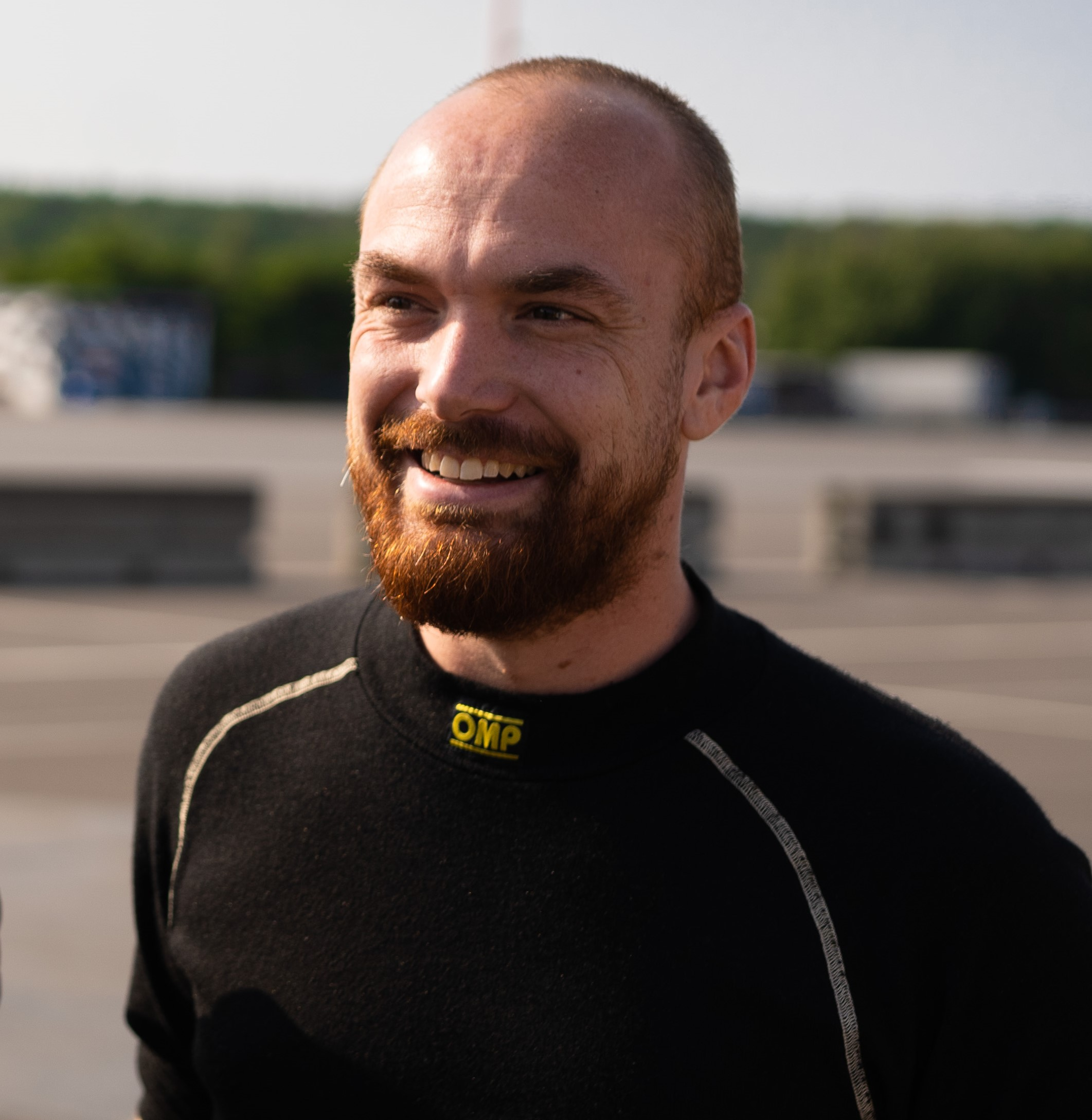
Christoph Kragenings (2021)

Christoph Kragenings (* 19. März 1986 in Bonn) ist ein deutscher Fernsehmoderator, Rennfahrer und Chefredakteur des Pay-TV-Senders auto motor und sport Channel. Seine Teilnahmen an Rennsport-Events präsentiert Kragenings in dem gleichnamigen TV-Format Um Kopf und Kragenings des Senders, wobei er auf seinem Weg zum professionellen Rennfahrer in außergewöhnlichen Motorsportklassen, unter anderem im Rallye-, NASCAR- oder Formel-2-Sport, von einem Kamerateam begleitet wird.

## Karriere
Nach seinem Abschluss als Diplom-Technikjournalist an der Hochschule Bonn-Rhein-Sieg absolvierte Christoph Kragenings 2011 ein Praktikum bei der Bauer Media Group in der Redaktion der Autozeitung in Köln sowie anschließend die Journalistenschule der Verlagsgruppe. Im selben Jahr nahm Kragenings erstmals an einer Profirennserie – dem Scirocco R-Cup – im Rahmenprogramm der DTM (Deutsche Tourenwagen-Masters) beim Saisonfinale 2011 auf dem Hockenheimring teil. Seitdem fährt er regelmäßig in verschiedenen Rennserien, vor allem bei Langstreckenrennen, wie der Nürburgring Langstrecken-Serie (NLS) oder der 24h Classic Youngtimer Trophy im Rahmen des 24-Stunden-Rennens auf der Nordschleife.
In den Jahren 2021 und 2022 startete er als Fahrer in der Markenpokalserie DMV BMW 318ti Cup und fuhr mehrere Plätze in den Punkterängen ein. Über seine Teilnahme in der Saison 2021 mit dem Rennteam Smyrlis Racing drehte er gleichzeitig eine TV-Reportage.
Seit 2015 ist Kragenings für den auto motor und sport Channel als Redakteur und Moderator vor und hinter der Kamera tätig. 2022 übernahm er als Chefredakteur zusammen mit Nils Büchner die redaktionelle Leitung des in 22 Ländern und 5 Sprachen ausgestrahlten Pay-TV-Senders, der außerdem Programme für Free-TV-Sender entwickelt und produziert.
2023 startete Kragenings erstmals beim 24-Stunden-Rennen auf dem Nürburgring und fuhr für das Team Bulldog Racing auf einem Mini John Cooper Works. Gemeinsam mit seinen Fahrerkollegen Charles Cooper, Sebastian Sauerbrei und Michael Mönch sicherte er sich Platz 2 von 10 Startern in der Klasse VT2 Front. Damit fuhr das Quartett den ersten Podiumsplatz für Mini bei einem 24-Stunden-Rennen ein. Die schnellste Rennrunde des Mini gelang Kragenings mit einer Zeit von 10:15.551 min. Über seine Premiere beim 24-Stunden-Rennen auf dem Nürburgring drehte er eine Reportage für sein TV-Format „Um Kopf und Kragenings“.
Beim 24-Stunden-Rennen auf dem Nürburgring 2024 trat Kragenings erneut für Bulldog Racing an. Zusammen mit Charles Cooper, Sebastian Sauerbrei und Markus Fischer teilte er sich das Cockpit des Mini John Cooper Works Pro. In der SP3T-Klasse feierte das Team den Klassensieg. Der Rennwagen, der als Erlkönig fuhr, zeigte den Mini F66 JCW noch vor seiner Weltpremiere im Herbst 2024.